# Petar Borovčić Kurir
Petar Borovčić Kurir je bivši hrvatski nogometaš.
Bio je igrač splitskog Hajduka u dvadestim godinama 20-tog stoljeća. S Hajdukom je osvojio prvi naslov prvaka 1927. godine. 
u 5 službenih natjecanja nije postigao nijedan zgoditak. Igrao je u dvije prvenstvene utakmice, dvije u Splitskom podsavezu i jednu za kup. Imao je i 32 nastupa u prijateljskim utakmicama na kojima je postigao 2 zgoditka.
Statistika u Hajduku
| Natjecanje        | Nastupi | Zgoditci |
| ----------------- | ------- | -------- |
| Prvenstvo         | 2       | 0        |
| Kup               | 1       | 0        |
| Superkup          | 0       | 0        |
| Međunarodne       | 0       | 0        |
| Splitski podsavez | 2       | 0        |
| Ukupno            | 5       | 0        |
| Prijateljske      | 32      | 2        |
| Sveukupno         | 37      | 2        |

Njegov prvi službeni nastup bila je utakmica protiv Reprezentacije Beograda koju je Hajduk na svoju žalost izgubio s čak 6:0, a odigrala se 1. kolovoza 1926. za kup gradova. Za Hajduk su tada nastupili uz njega i Čulić (branka), Duplančić, Antonini, Žulj, Radić, J. Rodin, Roje, Bakotić, Radman, i Markovina.